# Jagdschloss Glücksburg
Das Jagdschloss Glücksburg war ein Schloss im heutigen Ortsteil Glücksburg von Jessen in Sachsen-Anhalt. Das Schloss war namensgebend für die Glücksburger Heide, ein wildreiches Wald- und Heidegebiet.

## Geschichte
Kurfürst August I. von Sachsen ließ das Jagdschloss zwischen 1576 und 1580 erbauen. Aufzeichnungen berichten, dass das Material teils vom abgetragenen Schloss in Seyda stammte. Umgeben war die Glücksburg von einem großen Tiergehege, aus dem der Dresdener Hof beliefert wurde. Die Kurfürsten Christian I., Christian II. und Johann I. herrschten von 1586 bis 1655 über das Schloss. 1656 bis 1680 regierte Kurfürst Johann Georg II. Er und sein Sohn August der Starke nutzten das Jagdschloss in der Glücksburger Heide häufiger zur Jagd. Auch die zweite große Geliebte Augusts Gräfin Aurora von Königsmarck hielt sich oft auf der Glücksburg auf.
1677 wurde ein alchemistisches Labor am Schloss errichtet, die Glashütte Glücksburg und vom Alchemisten Johann Kunckel von Löwenstern betrieben. Die Erfolge blieben aus. Stattdessen erfand Kunckel vermutlich das „Rubinglas“ auf der Glücksburg. In der Glasfabrik neben der Glücksburg wurde über 75 Jahre lang Glas hergestellt, bis der Betrieb 1751 wegen Unwirtschaftlichkeit eingestellt wurde.
Im Siebenjährigen Krieg wurde das Schloss beschädigt. Um 1790 galt das Schloss als baufällig und wurde nach 1808 größtenteils abgetragen. Im Rest errichtete die königliche Forstverwaltung Anfang des 19. Jahrhunderts die Oberförsterei Glücksburg. Das heutige Gebäude befindet sich in Privatbesitz.